# Estadio Pamir
El Estadio Pamir (Estadio Central Republicano) es un estadio multiusos localizado en la ciudad capital de Tayikistán, Dushambé. El recinto inaugurado en 1946 es utilizado por la Selección de fútbol de Tayikistán para disputar sus encuentros en condición de local, además de los clubes locales Istiqlol Dushanbe y CSKA Pamir Dushanbe de la Liga de fútbol de Tayikistán.
Actualmente el estadio posee una capacidad de 24 000 personas. Aunque en un futuro será refaccionado y su capacidad aumentara a 30 000 personas.